# Aulesti
Aulesti en basque ou Aulestia en espagnol est une commune de Biscaye dans la communauté autonome du Pays basque en Espagne.
Le nom officiel de la ville est Aulesti.

## Géographie

### Quartiers
Les quartiers d'Aulesti sont: Goierri, Ibarrola, Narea, Malats, San Anton, Urriola et Zubero.

## Personnalités de la commune
Avec ses voisines comme Berriatua et Markina, a donné beaucoup de pelotaris de la dite spécialité, ainsi que le Rebot ou Pala, contrairement à la discipline de la Main nue qui est la plus répandue en Pays Basque.
- Katxin Uriarte: né à Aulesti, pelotari dans la discipline de la Cesta Punta, très répandue en Pays basque, États-Unis et Philippines.
- Marquis de Montealegre de Aulestia[2] (1985-1994): philosophe réactionnaire péruvien, héritier de ce titre par sa mère, María de los Dolores de Osma, Marquise de Montealegre de Aulesti.

### Sources
- (es) Cet article est partiellement ou en totalité issu de l’article de Wikipédia en espagnol intitulé « Aulestia » (voir la liste des auteurs).